# Филцова череша
Филцова череша, също китайска череша (лат. Prunus tomentosa, син. Cerasus tomentosa), е дървесно растение, вид от род Слива (Prunus) от семейство Rosaceae.

## Разпространение и екология
Филцовите череши са родом от Китай, Корея, Русия (Амурска територия, Приморски край и Република Хакасия) и Монголия. Въпреки това като култура тя е широко разпространена от средата на 20-и век в градините на умерения пояс на Европа и Северна Америка.

## Ботаническо описание
Филцовата череша е храст или малко дърво, обикновено с няколко ствола с височина 1,5 – 2,5 m, рядко до 3 m и повече.
Листата са тъмнозелени, овални, опушени отдолу, силно гофрирани, със заострен край.
Цветовете са бели, бели с розово (рядко розови), до 2,5 см в диаметър.
Плодовете са овални костилки, червени при узряване, сладки (понякога кисели) на вкус, по-малки от обикновените череши (0,8 – 1,5 см в диаметър). В зависимост от региона узряват от началото на юни до края на юли; плододава обилно, обикновено на третата година и до 15 – 20 години годишно.
Характерна особеност на филцовата череша е филцовото опушване на едногодишни филизи, листа, дръжки, плодове. Генетично е много различно и не се кръстосва с обикновената череша, но се кръстосва със слива, праскова, слива и кайсия.

## Култивиране
В градините филцовата череша често се отглежда като декоративна култура, въпреки че плодовете ѝ са годни за консумация и не са по-нисши на вкус от другите череши, а от един храст се събират до 12 кг плодове (рядко до 15 кг).
Филцовата череша е непретенциозна към почвата, но предпочита слънчеви места. На сянка и при дъждовно време през периода на зреене плодовете загниват на клона. Зрелите плодове практически не се рушат, а изсушените понякога са по клоните до пролетта. Много по-устойчив на замръзване е от другите видове череши, но също така не понася студ по време на цъфтеж. За разлика от други видове череши, филцовата череша е много устойчива на кокомикоза.
Филцовата череша е самоплодна, въпреки че цветовете са двуполови. Поради тази причина градинарите отглеждат 3 – 5 храста наблизо. Освен това дава много издънки („върхове“), които са удобни за сядане, но трябва да се уверите, че не разваля външния вид на градината.

## Значение и приложение
Плодовете съдържат голямо количество захари (8 – 10%), главно глюкоза и фруктоза, както и ябълчена и лимонена киселина (0,8 – 1,2%), витамин С (16 – 32 mg%), пектини и танини.
Филцовата череша е добро пролетно медоносно растение и цветен прашец. Продуктивността на нектара със 100 цвята е 87,6 – 112,0 mg. Продуктивността на меда от условно чисти насаждения е 120 – 170 кг/ха.

## Галерия
| Цъфтящ храст | Листа | Цвете | Храст със зрели плодове | Плодове |